# 天主教馬拿瓜總教區
天主教馬拿瓜總教區（拉丁語：Archidioecesis Managuensis）是尼加拉瓜一個羅馬天主教總教區，下轄八個教區。
教區包括马那瓜省、馬薩亞省和卡拉索省，成立於1913年12月2日。2004年有教友1,800,300人，佔轄區總人口75.0%。教區下轄九十二個堂區，有158司鐸。現任總教區總主教為何塞·布雷內斯·索洛薩諾樞機，榮休總主教為米格爾·奧萬多·布拉沃樞機。